# Villa El Chacay
Villa El Chacay es una localidad situada en el departamento Río Cuarto, provincia de Córdoba, Argentina.  Posee una población de 84 habitantes.
Se encuentra en las sierras de los Comechingones, en el sector donde se destaca el cerro "El Chacay". Se encuentra situada a 70 km de la ciudad de Río Cuarto.
Esta pequeña localidad posee atractivos naturales ideales para realizar actividades como excursiones guiadas, senderismo, cabalgatas, ciclismo de montaña y pesca de truchas. Entre estos atractivos naturales están el arroyo San Antonio, el río Grande y Las Colecitas.
El primer asentamiento del pueblo se produce en 1920. La villa lleva el nombre que los aborígenes le dieron al cerro Chacay, que significa 'volcán muerto'.

## Geografía

### Población
Cuenta con 81 habitantes (Indec, 2010), lo que representa un descenso del 18% frente a los 99 habitantes (Indec, 2001) del censo anterior.
| Gráfica de evolución demográfica de Villa El Chacay entre 1991 y 2010 |
|                                                                       |
| Fuente: Censos nacionales del INDEC                                   |

### Sismicidad
La sismicidad de la región de Córdoba es frecuente y de intensidad baja, y un silencio sísmico de terremotos medios a graves cada 30 años en áreas aleatorias.

### Terremoto de Sampacho de 1934
Esa localidad, y las circundantes como San Basilio (zona aparentemente no sísmica: ¡al no poseerse en lo más mínimo de rastros de la "historia oficial sísmica" de los últimos años de actividad, resultando toda la Argentina sísmica"!), fueron parcialmente destruidas el 11 de junio de 1934 (91 años), por el sismo local de Sampacho que afortunadamente no arrojó víctimas fatales. Pero al impacto físico se sumó la conmoción psicológica, por el desconocimiento más absoluto de la repetición de estos fenómenos naturales históricos.
Otras expresiones se produjeron:
- 22 de septiembre de 1908 (116 años), a las 17.00 UTC-3, con 6,5 Richter, escala de Mercalli VII; ubicación 30°30′0″S 64°30′0″O / -30.50000, -64.50000; profundidad: 100 km; produjo daños en Deán Funes, Cruz del Eje y Soto, provincia de Córdoba, y en el sur de las provincias de Santiago del Estero, La Rioja y Catamarca[4]
- 16 de enero de 1947 (78 años), a las 2.37 UTC-3, con una magnitud aproximadamente de 5,5 en la escala de Richter (terremoto de Córdoba de 1947)[3]
- 28 de marzo de 1955 (70 años), a las 6.20 UTC-3 con 6,9 Richter: además de la gravedad física del fenómeno se unió el desconocimiento absoluto de la población a estos eventos recurrentes (terremoto de Villa Giardino de 1955)
- 7 de septiembre de 2004 (20 años), a las 8.53 UTC-3 con 4,1 Richter
- 25 de diciembre de 2009 (15 años), a las 21.42 UTC-3 con 4,0 Richter